# Podosoje (miasto Trebinje)
Podosoje (cyr. Подосоје) – wieś w Bośni i Hercegowinie, w Republice Serbskiej, w mieście Trebinje. W 2013 roku liczyła 53 mieszkańców.